# بيير جان دو بيرجاني
بيير جان دو بيرجاني (19 أغسطس 1780-16 يوليو 1857) شاعر فرنسي غزير الإنتاج ومؤلف أغاني، تمتع بشعبية كبيرة ونفوذ في فرنسا خلال حياته، لكن طواه النسيان في العقود التي تلت وفاته. وُصف بأنه «أشهر كاتب أغاني فرنسي على الإطلاق» و«أول نجم للموسيقى الشعبية الفرنسية».
تذكر بعض الصحف من ماليزيا وسيشيلز أنه كان الملحن الخلفي لأنشودة اللهم أطل في عمر السلطان، أنشودة شبه جزيرة سلطنة فيرق التي تم اعتماد لحنها لاحقًا لتكون النشيد الوطني الماليزي موطني؛ وكذلك أغنية نسنطرة الشعبية قبل الاستقلال بعنوان تيرانغ بولان، ولكن هناك جدل حول ما إذا كان قد كتب أي لحن طوال حياته.

## سيرته الذاتية

### بداية حياته ومسيرته المهنية، 1780-1803
ولد بيرانجي في منزل جده في شارع مونتورجيل في باريس، والذي وصفه لاحقًا بأنه «أحد أقذر شوارع باريس وأكثرها اضطرابًا». لم يكن في الواقع ينحدر من دم نبيل، على الرغم من استخدام والده للاحقة «دو» في اسم العائلة، الذي اتخذ اسم بيرانجي دو ميرسيكس عبثًا. كان، في الواقع، ينحدر من عائلة أبسط، لصاحب نزل ريفي من جهة، وخياطة من الجهة الأخرى— وانشهرت الأخيرة لاحقًا من خلال أغنية (الخياطة والجنية). أولى اهتمامًا كبيرًا لأصوله في قصيدة (أحد العامة):
"أنا نبيل؟ لا، أيها السادة، أنا أعترف.
لا، لا شيء فيّ من عرق نبيل
ليس لدي امتياز مكتوب على الرق؛
كل ما أعرفه هو أن أحب بلدي (مرتين)
أنا من سلالة منخفضة بالفعل (مرتين)
أجل، منخفضة أيها السادة، منخفضة جدًا
عندما كان طفلًا كان خجولًا وضعيف الصحة، لكنه كان ماهرًا باستخدام يديه وتعلم نحت بذور الكرز. تم إرساله إلى المدرسة في فوبورج سانت أنطوان، وشهد من على سطحها اقتحام الباستيل عام 1789، والذي أحيى ذكراه في قصيدته التي حملت عنوان (14 يوليو). كان والده وكيلًا تجاريًا، لكن تعاطفه مع الملكيين اضطره إلى الاختباء بعد الثورة الفرنسية. نتيجةً لذلك، أُرسل بيير جان للعيش مع إحدى عماته في بيرون، في سوم، التي كانت تدير فندقًا صغيرًا (نُزُل). يبدو أن عمته علمته المبادئ الجمهورية، وسمع من عتبة بابها أصوات المدافع في فالنسيان (خلال حرب التحالف الأول)؛ طور أيضًا حبًا شغوفًا لفرنسا وكره كل ما هو أجنبي.
التحق بمدرسة في بيرون، المعهد الوطني، أسسها م. بالو دي بيلينغليز، نائب سابق في المجلس التشريعي، والتي كانت تدار وفقًا للمبادئ التعليمية لجان جاك روسو. هنا، تم تنظيم الأولاد في نوادي ووحدات، وتعليمهم كيفية التصرف في السياسة والحرب. كان بيرانجي رئيسًا للنادي، وألقى خطابات أمام أعضاء المؤتمر الوطني، وشق طريقه أيضًا عبر بيرون، وألف خطابات لجان لامبرت تالين وروبسبير.
لم يتم تدريس اللغة اليونانية ولا اللاتينية في مدرسته — ولا حتى اللغة الفرنسية بكل المقاييس، وفقط بعد أن ترك المدرسة حصل على عناصر القواعد من عامل طباعة، في بيرون، اسمه ليني، خدم معه في تدريب مهني منذ سن الرابعة عشر (بعد فترة عمل كنادل لدى عمته). هناك، أصبح لديه حب للشعر. على الرغم من أنه لم يستطع قراءة هوراس بالنص الأصلي، غير أنه كان مطلعًا على رواية تيليماك لفيليون، وراسين ومسرحيات فولتير.
بعد قضاء بعض الوقت في مكتب ليني للطباعة، تم استدعاؤه إلى باريس عام 1796 للعمل كمساعد في شركة والده. في عام 1798، أفلست الشركة، ووجد بيرانجي نفسه في ظروف عصيبة، على الرغم من أنه أصبح لديه حينها المزيد من الوقت لتأليف الشعر. تعود بعض القصائد مثل «لو جرينير» (العلّية) و «مون هابي» (معطفي) إلى هذه الفترة. كتب أعمال أدبية تجارية، والشعر الرعوي والملاحم وغيرها من الأعمال. مع ذلك، وبحلول نهاية عام 1803، كان بيرانجي في أشد حالات الفقر وبصحة ضعيفة. كان لديه في خزانة ملابسه زوج واحد من الأحذية، ومعطف واحد، وزوج واحد من البنطلونات مفتوح عند الركبة، و «ثلاثة قمصان مهترئة حاولت إحدى صديقاته كثيرًا إصلاحها دون جدوى». كانت هذه الصديقة هي جوديث فرير، التي كان يعرفها منذ عام 1796، والتي بقيت رفيقته المخلصة حتى وفاتها، قبل وفاته بثلاثة أشهر. لم تكن هي نفسها ليزيت المذكورة في أغانيه، لكنها كانت مصدر إلهام لكل من «لا بون فييل» (المرأة العجوز الطيبة) و «موديت برينتيمب» (الربيع اللعين).